# Брусникин, Антон Андреевич
Анто́н Андре́евич Бру́сникин (13 января 1986, Ленинград, СССР) — российский футболист.

## Карьера
Воспитанник футбольного клуба «Зенит». Играл за дубль команды. Вызывался в юношескую сборную России. В 2005 году игрок выступал за «Петротрест». Позже он пробовал свои силы в «Химки», но не смог закрепиться в команде и не сыграл за неё не одного матча. В 2007 году Брусникин играл в Первом дивизионе за ивановский «Текстильщик-Телеком».
В 2009 году футболист перешёл в белорусское «Торпедо», в составе которого принимал участие в еврокубках. С 2011 года выступает на первенство МРО «Северо-Запад» III дивизиона и в Чемпионате Санкт-Петербурга за Звезда (СПб).
С 3 сентября 2020 года выступает за петербургский любительский футбольный клуб «Маштех».
Младший брат Илья также футболист.